# The Works (2016)
The Works ist ein britischer Kurzfilm von Elliot Barnes-Worrell aus dem Jahr 2016. In seinem Debütfilm, zu dem er auch das Drehbuch verfasst hat, verwendet der Regisseur ausschließlich Worte aus dem Werk Shakespeares.
Der Film spielt im multikulturellen Stadtteil Peckham, der einst zu den noblen Gegenden Londons zählte, inzwischen aber eine heruntergekommene Gegend ist, die durch ethnische Vielfalt und eine arme, unterprivilegierte und bildungsferne Wohnbevölkerung gekennzeichnet ist.

## Handlung
Der Film skizziert das Leben einer Gruppe von jungen Leuten, die sich mit der gesellschaftlich-ökonomischen Situation, in die sie hineingeboren wurden, und ihrer sozialen Abqualifizierung nicht abfinden wollen.

## Produktion
Fast der gesamte Cast des Films setzt sich aus sehr jungen Schauspielern zusammen, mit der Ausnahme von Antonia Thomas sowie Ralph Fiennes.
Der Regisseur und Schauspieler Elliot Barnes-Worrell hatte in der Spielzeit 2015 an der Seite von Fiennes in Shaws Man and Superman am Lyttleton Theatre unter der Regie von Simon Godwin auf der Bühne gestanden.
Der Film wurde innerhalb der BBC-Serie Shakespeare lives produziert und durch BBCiPlayer am 23. April 2016, dem 400. Todestag William Shakespeares, uraufgeführt.

## Zitat
“If you’ve ever felt jealousy or hate, or loved someone so much you want to kill them; if you’ve had insomnia or depression, or struggled with your sexuality, he has written about the nature of that.”

„Wenn du jemals Eifersucht oder Hass empfunden oder jemanden so sehr geliebt hast, dass du ihn am liebsten getötet hättest; wenn du schlaflos warst, Depressionen hattest oder mit deiner Sexualität gekämpft hast – er hat über das Wesen von all dem geschrieben“